# Universidade de Daca

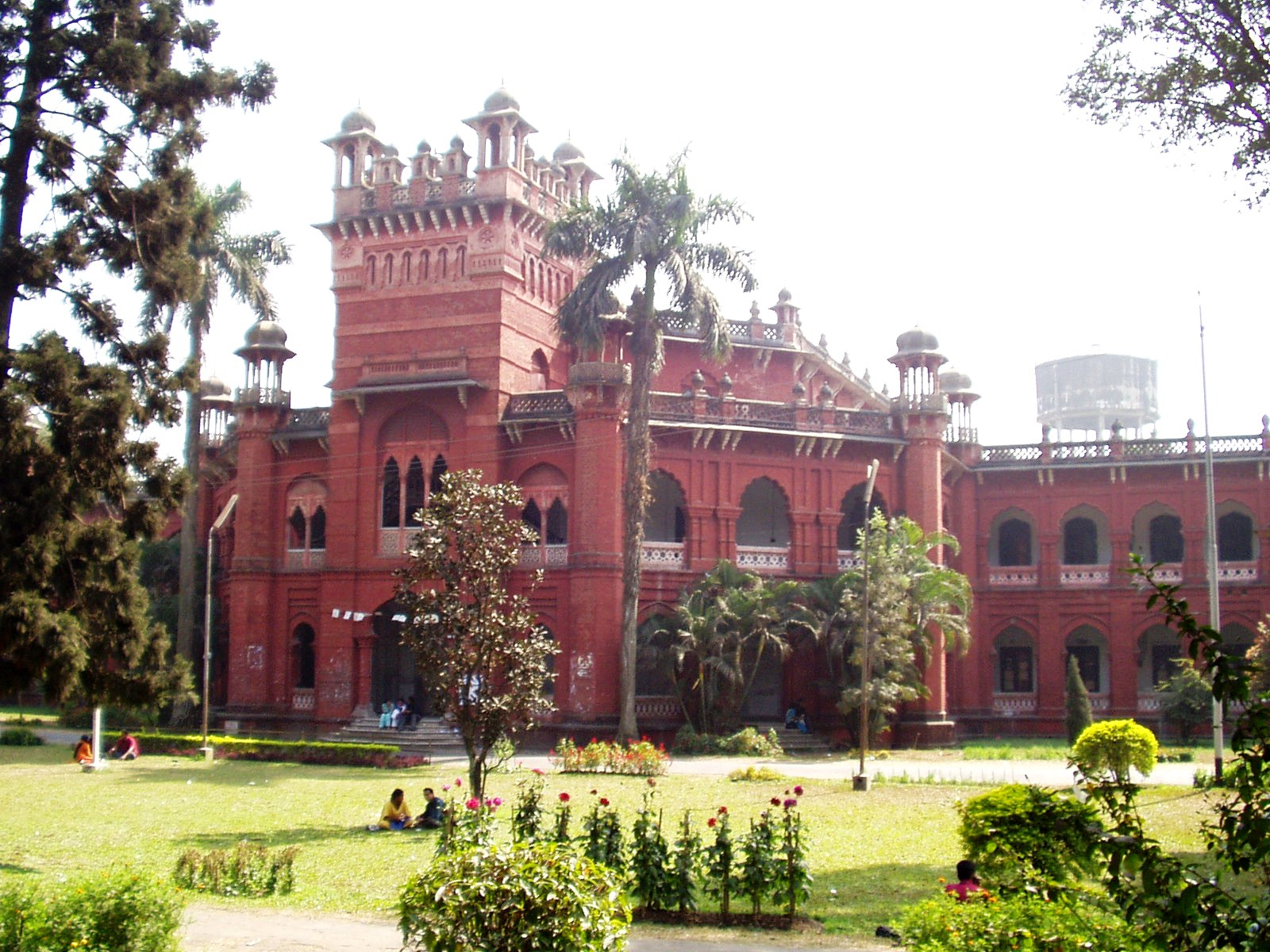
Kurzon Hall.

A Universidade de Daca (em bengali ঢাকা বিশ্ববিদ্যালয় Đhaka Bishshobiddalôe) é a mais antiga e maior universidade pública de Bangladesh, com mais de 32 mil estudantes e 1.600 professores. 
Estabelecida em 1921, a Universidade está situada no coração da cidade de Daca, capital de Bangladesh.
Entre ex-alunos notáveis estão: Fazlur Rahman Khan, Muhammad Yunus, Satyendra Nath Bose, Sheikh Mujibur Rahman e Jahanara Imam.